# Mannan Hira
Mannan Hira (1956-Dhaka, 23 de diciembre de 2020) fue un dramaturgo y cineasta bangladesí. Recibió el premio literario de la Academia Bangla de 2006 en la categoría de teatro.

## Carrera
Miembro de Aranyak Natyadal, participó en el movimiento del teatro callejero. Fue presidente de Bangladesh Path Natok Parishad. Había escrito alrededor de quince obras de teatro, entre ellas Laal Jamin, Bhager Manush, Moyur Singhasan y Sada-Kalo. Murkha Loker Murkha Kotha es una de sus obras callejeras.
En 2014, Hira debutó como cineasta a través de Ekatturer Khudiram, una película para niños ambientada durante la Guerra de Liberación de Bangladés.